# Manuel Mendívil
Manuel Mendívil Yocupicio, né le 24 avril 1935 à Huatabampo et mort le 15 août 2015, est un cavalier mexicain.

## Carrière
Aux Jeux panaméricains de 1967, Manuel Mendívil est médaillé de bronze en saut d'obstacles individuel. Manuel Mendívil obtient l'or aux Jeux panaméricains de 1971 en concours complet d'équitation individuel et le bronze aux Jeux panaméricains de 1975 en concours complet par équipe avec David Bárcena et Maríano Bucio.
Il est médaillé de bronze aux Jeux olympiques de Moscou en 1980 en concours complet par équipe avec David Bárcena, José Luis Pérez Soto et Fabián Vázquez.
Il est l'oncle de l'haltérophile Soraya Jiménez.